# Waidmannslust
Waidmannslust är en förortsstadsdel i norra Berlin i Tyskland, tillhörande stadsdelsområdet Reinickendorf. Stadsdelen har 9 715 invånare (2011). I norr och väster domineras stadsdelens bebyggelse av villor, medan östra delen utgörs av ett höghusområde, Rollberge-Siedlung.
Waidmannslust grundades 1875 som en villakoloni utanför Berlin. Namnet betyder ungefär "jägarnöjet" och kommer från ett värdshus med samma namn som drevs av ägaren av markområdet, Ernst Bondick. 1884 öppnade man vid villaområdet en hållplats på järnvägen Berlin-Stralsund, den nuvarande pendeltågsstationen Bahnhof Berlin-Waidmannslust.
I den stora förvaltningsreformen 1920 införlivades Waidmannslust i Berlin.
Mellan andra världskrigets slut och Tysklands återförening 1990 tillhörde Waidmannslust den franska ockupationssektorn i Västberlin.  I området finns flera arkitektoniska detaljer och gatunamn som påminner om den franska administrationen, till exempel Avenue Charles de Gaulle, Allee Marie Curie och Rue Montesquieu.